# Young the Giant
Young The Giant é uma banda americana de indie rock formada em 2004. A banda é formada por Sameer Gadhia (vocal e percussão auxiliar), Jacob Tilley (guitarra), Eric Cannata (guitarras), Payam Doostzadeh (baixo), e François Comtois (bateria). Anteriormente conhecido como The Jakes, o Young The Giant assinou com a Roadrunner Records em 2009 e lançou seu álbum de estreia em 2010, com o nome da banda.

## Biografia
The Jakes foi formado em 2004 em Irvine, California.Consistindo de Jacob Tilley, Addam Farmer, Kevin Massoudi, Ehson Hashemian, e Sameer Gadhia, o nome da banda o nome da banda era um acrônimo dos nomes dos membros. Depois de várias mudanças de pessoal, a formação do grupo até 2008 consistiu de Gadhia (nascido em 10 de julho de 1989), Tilley, Hashemian, Eric Cannata, Francois Comtois (nascido em 20 de maio de 1988) e Jason Burger. Com dois membros que ainda estavam no colegial e os outros cada frequentavam faculdades diferentes, The Jakes gravou um EP, Shake My Hand, com o produtor Ian Kirkpatrick e decidiram colocar as suas escolaridades em espera e se concentrar na música. Burger deixou a banda para perseguir uma educação na Manhattan School of Music, em Nova York, e Comtois assumiu como o baterista. Pouco tempo depois, amigo de longa data e colaborador, Payam Doostzadeh, entrou como baixista. Em 2009, a banda tocou quatro shows no South by Southwest festival de música em Austin, Texas. A música da banda "Texas Tea" foi tocada durante um episódio de The Real World da MTV: Brooklyn, e "Paid the Piper" foi apresentado na  A&E's The Beast. Uma outra canção, "Cough Syrup", recebeu airplay na rádio de Los Angeles KROQ. Pouco antes de assinar com a Roadrunner Records, em agosto, o tecladista Ehson Hashemian saiu da banda e em dezembro de 2009, a banda anunciou que tinha mudado seu nome para Young the Giant.

## Integrantes
- Sameer Gadhia - vocal - é o vocalista do Young the Giant. Gadhia vem de uma família de músicos, especialmente Clássica Indiana. Sua irmã, mãe, e avó são cantoras. Ele começou a explorar uma variedade de estilos americanos de música desde cedo. Os colegas de banda estão juntos desde que eles participaram da Irvine High School e foram inicialmente conhecidos como The Jakes. Sameer Gadhia é um nativo de Irvine, Califórnia. Ele se formou em Biologia Humana da Universidade de Stanford. Ele estava envolvido em um grupo acapella, Talisman e Greek life, como um irmão de Sigma Nu. Foi inicialmente difícil para coordenar todas as contribuições dos membros, porque todos eles participaram de escolas diferentes durante a produção de "Shake My Hand", que é uma faixa mais eclética. Em 2009, Gadhia pôs fim nas aulas de medicina para continuar com suas aspirações musicais. Embora Gadhia faz planos para voltar para completar o seu grau, um dia, mas seu coração reside atualmente em estúdio. A banda passa a maior parte de seu tempo juntos que só os torna mais fortes como o quinteto, e constantemente estão na estrada. Todos eles compartilham uma casa em Los Angeles, quando não estão na estrada.

- Jacob Tilley - guitarra - (desde 2004)
- Eric Cannata - guitarra - (desde 2007)
- Payam Doostzadeh - baixo, sintetizador - (desde 2008)
- François Comtois - bateria - (desde 2004)

### Ex-integrantes (The Jakes)
- Ehson Hashemian – teclado, piano, sintetizador - (2004–2009)
- Jason Burger – bateria (2007)
- Sean Fischer – bateria (2004–2007)

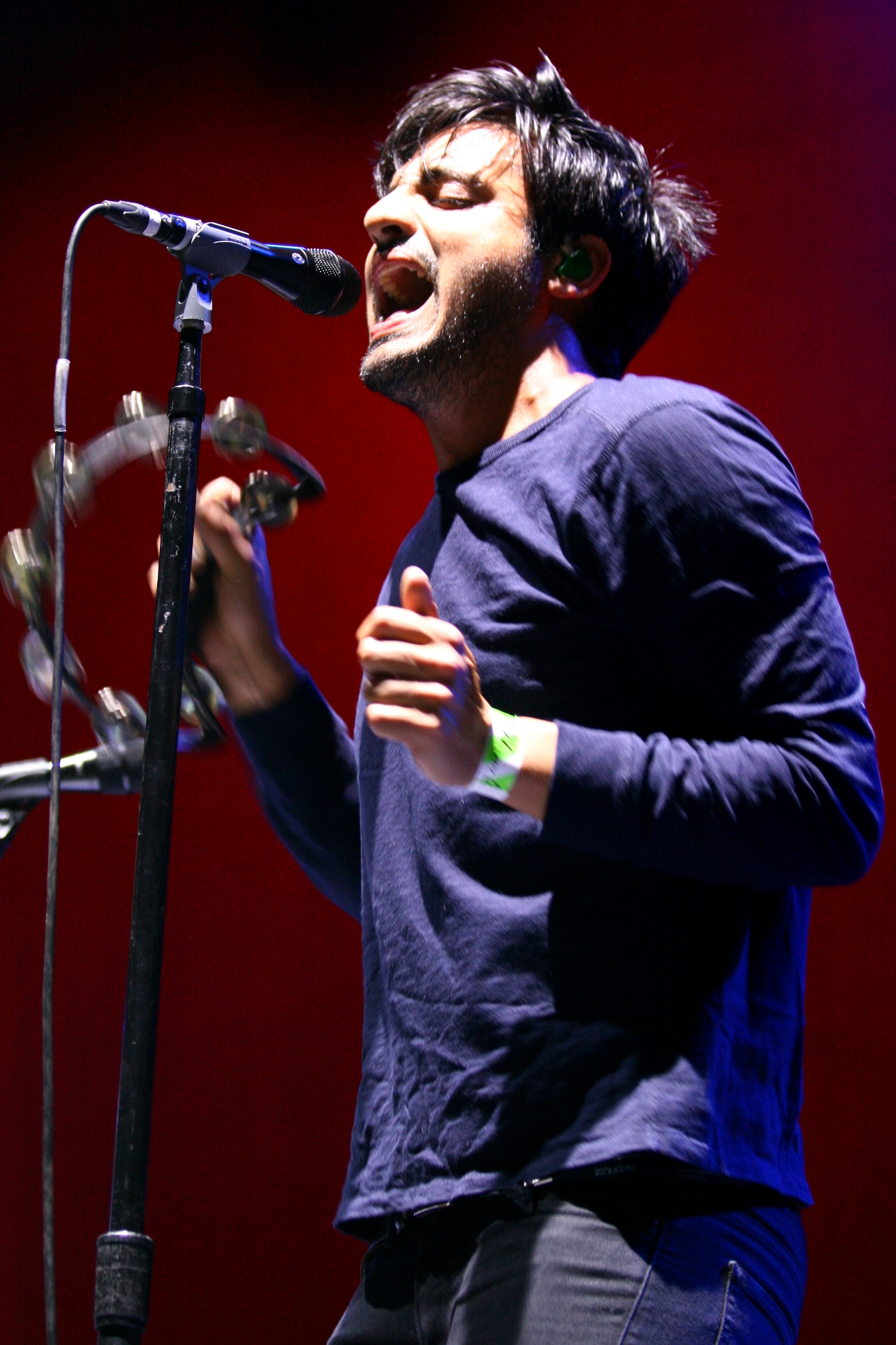
Sameer Gadhia
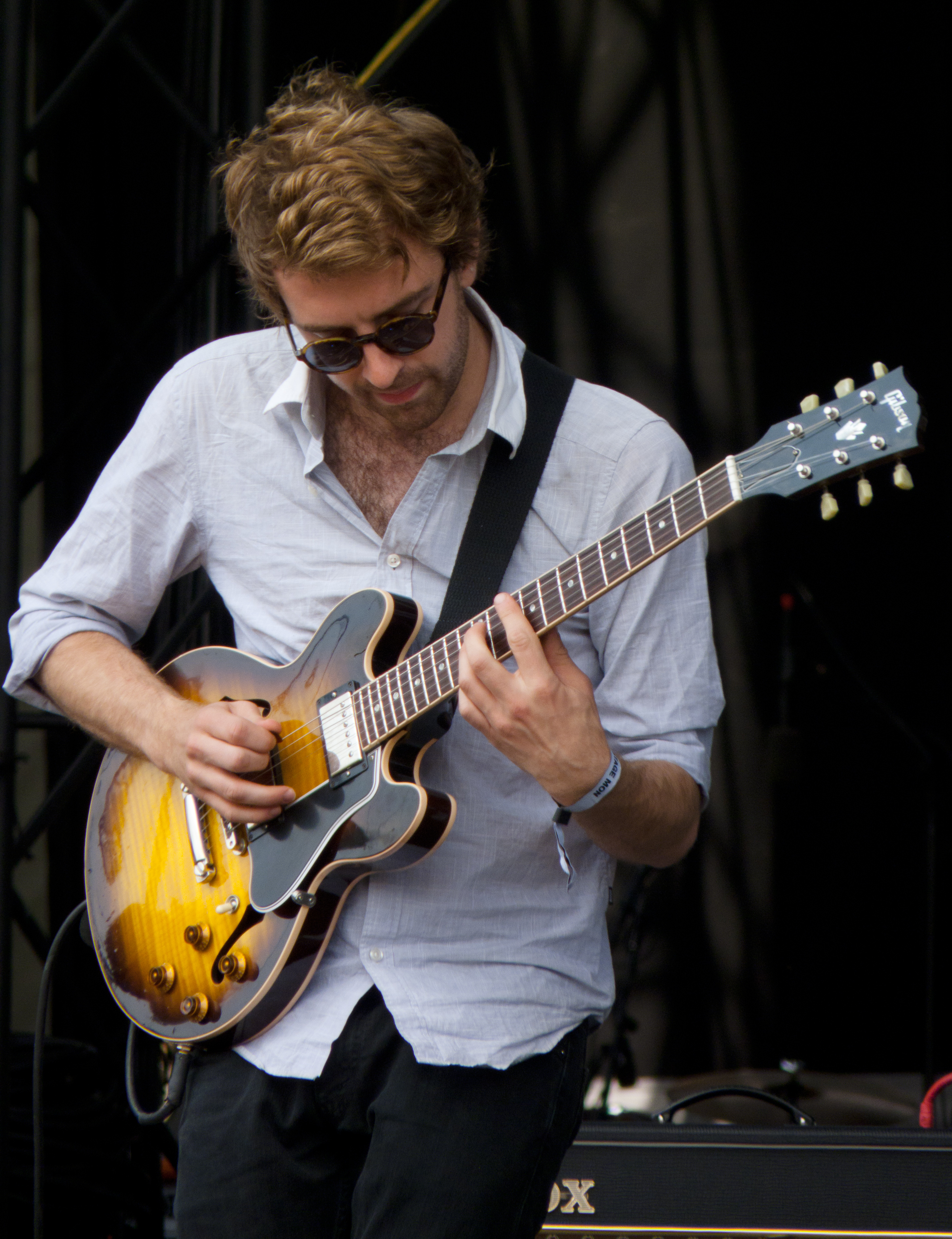
Eric Cannata
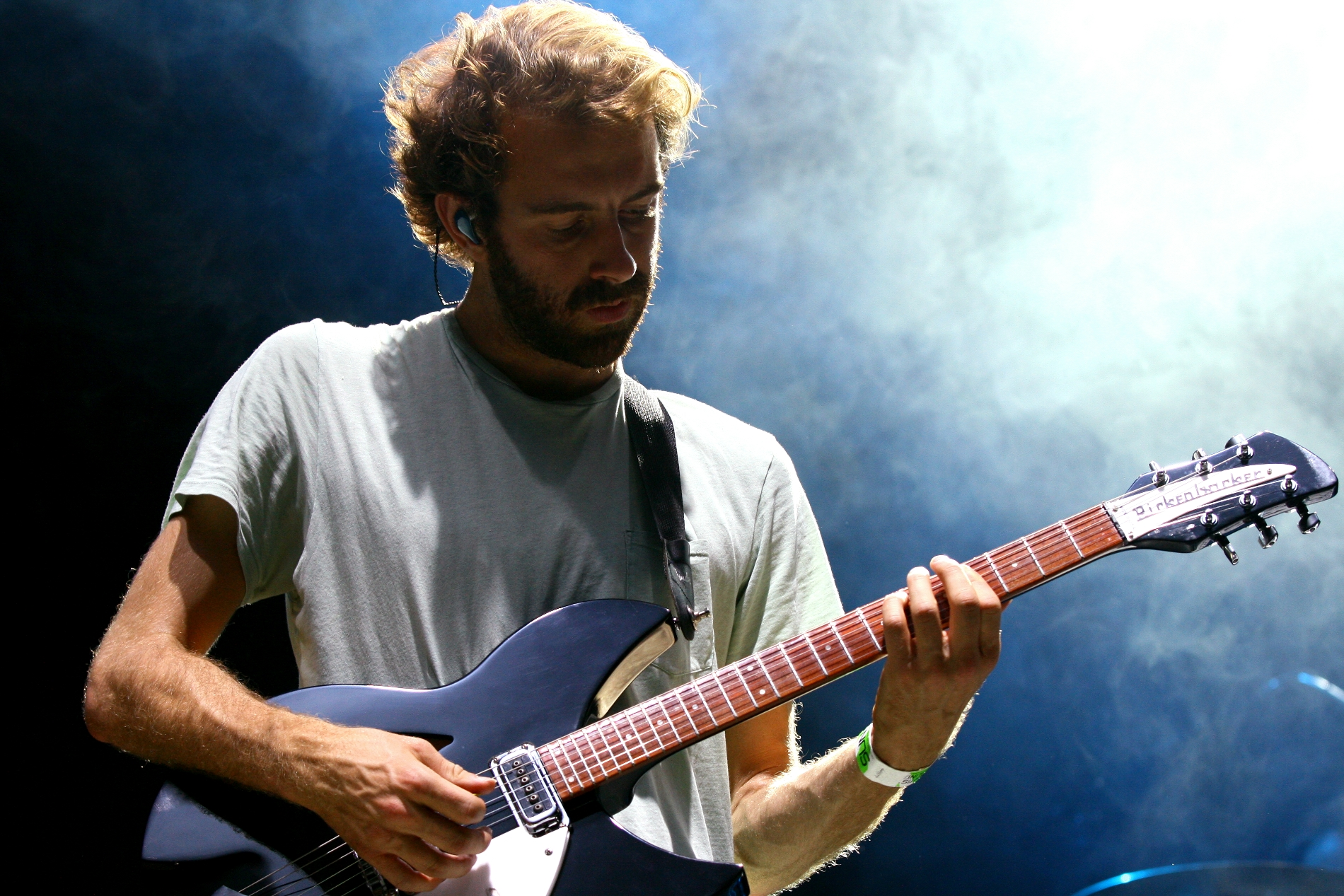
Jacob Tilley
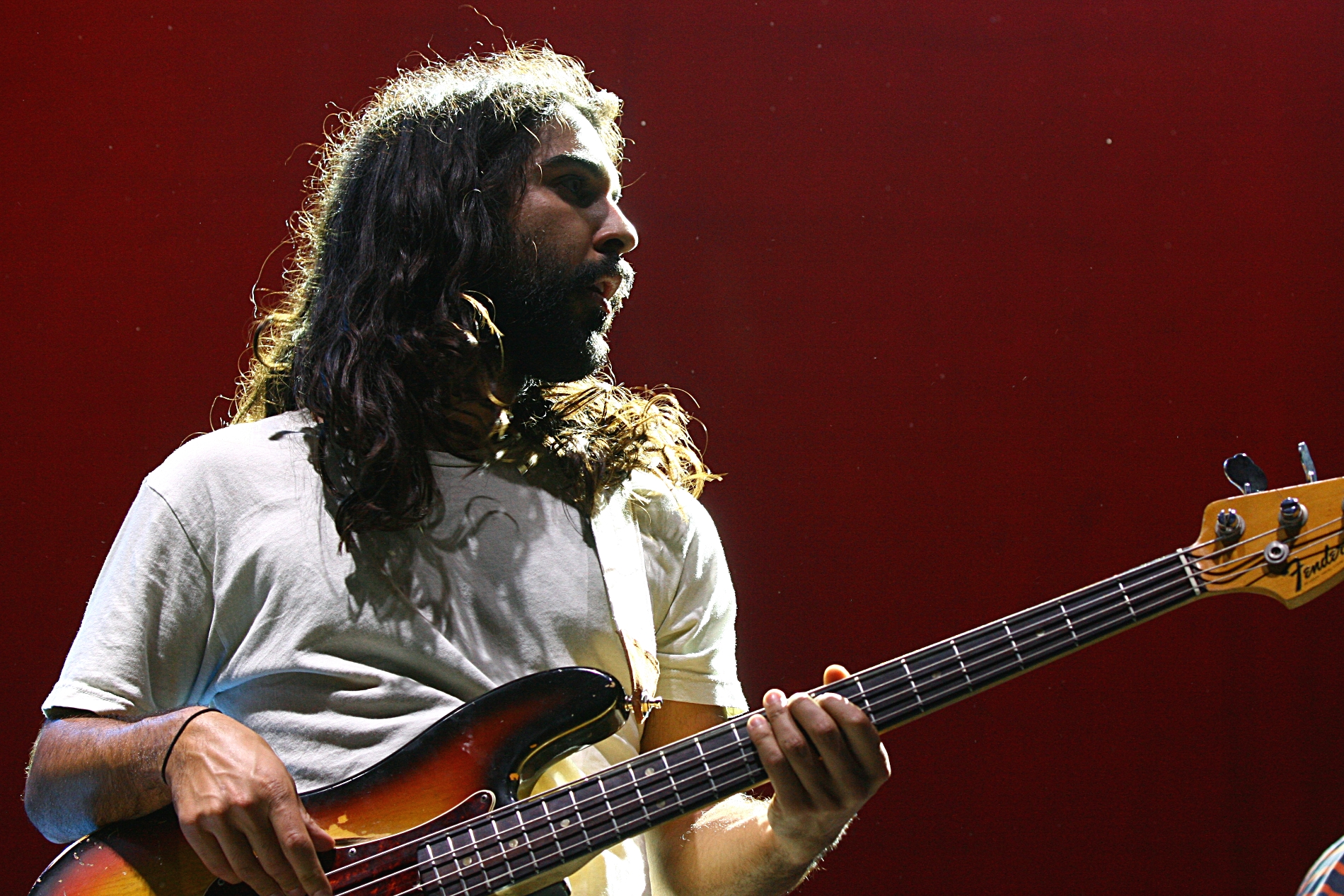
Payam Doostzadeh

## Discografia

### Álbuns de estúdio
| Título              | Detalhes do álbum                                                                            | Pico Gráficos posições | Pico Gráficos posições | Pico Gráficos posições | Pico Gráficos posições | Pico Gráficos posições |
| Título              | Detalhes do álbum                                                                            | EUA                    | EUA Heat               | ITA                    | NLD                    | UK                     |
| ------------------- | -------------------------------------------------------------------------------------------- | ---------------------- | ---------------------- | ---------------------- | ---------------------- | ---------------------- |
| Young the Giant     | - Lançado: 26 de Outubro de 2010 - Gravadora: Roadrunner - Formato: Download Digital, CD, LP | 42                     | 2                      | 52                     | 29                     | 83                     |
| Mind over Matter    | - Lançado: 21 de Janeiro de 2014 - Gravadora: Fueled by Ramen                                | 7                      | —                      | —                      | 32                     | —                      |
| Home of the Strange | - Lançado: 12 de Agosto de 2016 - Gravadora: Fueled by Ramen                                 |                        |                        |                        |                        |                        |
| Mirror Master       | - Lançado: 12 de Outubro de 2018 - Gravadora: Fueled by Ramen                                |                        |                        |                        |                        |                        |

### Extended plays
| Title                 | Album details                                                                       |
| --------------------- | ----------------------------------------------------------------------------------- |
| Remix EP              | - Lançado: 12 de Setembro de 2011 - Formato: Free digital download                  |
| iTunes Live from Soho | - Lançado: 18 de Outubro de 2011 - Gravadora: Roadrunner - Format: Download digital |
| Spotify seasons       | - Lançado: 24 de Abril de 2015 - Formato: streaming Digital                         |

### Singles
| Título                       | Ano  | Pico gráficos posições | Pico gráficos posições | Pico gráficos posições | Pico gráficos posições | Pico gráficos posições | Pico gráficos posições | Pico gráficos posições | Pico gráficos posições | Certificações                          | Álbum               |
| Título                       | Ano  | EUA                    | EUA Alt                | EUA Rock               | CAN                    | CAN Alt                | CAN Rock               | ITA                    | NLD                    | Certificações                          | Álbum               |
| ---------------------------- | ---- | ---------------------- | ---------------------- | ---------------------- | ---------------------- | ---------------------- | ---------------------- | ---------------------- | ---------------------- | -------------------------------------- | ------------------- |
| "My Body"                    | 2011 | 65                     | 5                      | 16                     | 54                     | 2                      | 3                      | —                      | 24                     | - EUA: Ouro - CAN: Platina             | Young the Giant     |
| "Cough Syrup"                | 2011 | 95                     | 3                      | 9                      | 82                     | 5                      | 20                     | 11                     | 95                     | - EUA: Ouro - CAN: Ouro - ITA: Platina | Young the Giant     |
| "Apartment"                  | 2012 | —                      | 26                     | —                      | —                      | —                      | —                      | —                      | —                      |                                        | Young the Giant     |
| "It's About Time"            | 2013 | —                      | 2                      | 17                     | —                      | 8                      | 11                     | —                      | —                      |                                        | Mind over Matter    |
| "Crystallized"               | 2013 | —                      | 35                     | 27                     | —                      | —                      | —                      | —                      | —                      |                                        | Mind over Matter    |
| "Mind over Matter"           | 2014 | —                      | 15                     | 31                     | —                      | —                      | —                      | —                      | —                      |                                        | Mind over Matter    |
| ''Something to Believe in''  | 2016 | __                     | __                     | __                     | __                     | __                     | __                     | __                     | __                     |                                        | Home of the Strange |
| ''Silvertongue''             | 2016 | __                     | __                     | __                     | __                     | __                     | __                     | __                     | __                     |                                        | Home of the Strange |
| ''Amerika''                  | 2016 | __                     | __                     | __                     | __                     | __                     | __                     | __                     | __                     |                                        | Home of the Strange |
| ''Jungle Youth''             | 2016 | __                     | __                     | __                     | __                     | __                     | __                     | __                     | __                     |                                        | Home of the Strange |
| ''Titus Was Born''           | 2016 | __                     | __                     | __                     | __                     | __                     | __                     | __                     | __                     |                                        | Home of the Strange |
| ''Simplify''                 | 2018 | __                     | __                     | __                     | __                     | __                     | __                     | __                     | __                     |                                        | Mirror Master       |
| ''Superposition''            | 2018 | __                     | __                     | __                     | __                     | __                     | __                     | __                     | __                     |                                        | Mirror Master       |
| ''Call me Back''             | 2018 | __                     | __                     | __                     | __                     | __                     | __                     | __                     | __                     |                                        | Mirror Master       |
| "—" não apareceu em gráficos |      |                        |                        |                        |                        |                        |                        |                        |                        |                                        |                     |